# Філіпп де Вітрі
Філіпп де Вітрі (фр. Philippe de Vitry, також Філіп Вітрійський, 1291—1361) — французький композитор і теоретик музики, який змінив систему музичної нотації та ритміки. Автор трактату «Нове мистецтво» (лат. Ars nova, ім'ям якого називається період в історії західноєвропейської музики.

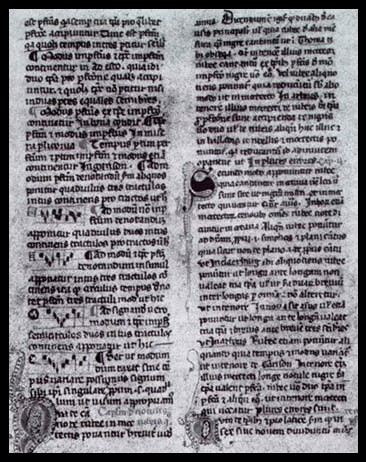
Фрагмент трактату Ars Nova Філіппа де Вітрі з «вітрійським» нотним записом

## Біографія
Народився на північному сході Франції (ймовірно в Шампані або в Вітрі під Аррасом). Судячи з вживання титулу «магістр», мабуть, викладав у Паризькому університеті. Служив при дворах Карла IV, Філіппа VI і Йоана II, одночасно був каноніком церков у Парижі, Клермоні, Бове. Написав трактат «Ars nova» між 1320 та 1325 роками. Відомо, що Вітрі служив у свиті «авіньйонського» папи Климента VI. У 1346 році брав участь в облозі Агійона, в 1351 став єпископом Ме (цей єпископат покривав землі сучасного департаменту Сена і Марна). Багато подорожував, зокрема в дипломатичних справах. Помер у Парижі.

## Творчість
Вітрі́ належать 9 мотетів, включених до Ivrea Codex, та 5 мотетів зі збірки «Роман про Фовеле» (Roman de Fauvel). Мотети Вітрі написані здебільшого у витонченій техніці ізоритміі.
Паризький і Ватиканський списки «Ars nova» — найповніші конспекти трактату (існують ще чотири рукописи). Ймовірно, трактат «Ars nova» містив першу (нині втрачену) частину, присвячену аналізу багатоголосої музики XIII століття («Ars antiqua»). Деякі цікаві трактати про контрапункт XIV століття, що раніше приписувалися Вітрі, зараз вважаються анонімними і свідчать про його значення як науковця і авторитетного викладача музики.